# Pavlo Tarnovetskyy
Pavlo Tarnovetskyy (en ukrainien, Павло Георгійович Тарновецький, né le 22 février 1961 à Storojynets) est un athlète Soviétique, spécialiste du décathlon.
Concourant sous les couleurs de l'URSS dans les années 1980, il se classe troisième des Championnats du monde 1987 de Rome derrière Torsten Voss et Siegfried Wentz et établit à cette occasion le meilleur total de sa carrière avec 8 375 points. Il remporte par ailleurs l'édition 1987 du Décastar et se classe dixième des Jeux olympiques de 1988.

## Palmarès
| Année | Compétition           | Lieu  | Place | Points |
| ----- | --------------------- | ----- | ----- | ------ |
| 1987  | Championnats du monde | Rome  | 3e    | 8 375  |
| 1988  | Jeux olympiques       | Séoul | 10e   | 8 167  |